# Eutropis quadratilobus
Eutropis quadratilobus är en ödleart som beskrevs av  Bauer och GÜNTHER 1992. Eutropis quadratilobus ingår i släktet Eutropis och familjen skinkar.
Artens utbredningsområde är Bhutan. Inga underarter finns listade i Catalogue of Life.